# Flet
Flet es el nombre empleado por el escritor británico J. R. R. Tolkien en su novela El Señor de los Anillos para referirse a los hogares en los árboles habitados por ciertos clanes élficos de los bosques de la ficticia Tierra Media. La palabra es, realmente, un antiguo vocablo inglés que significa ‘suelo’. Los flets descritos por Tolkien eran una plataforma de madera sustentada por las ramas de los árboles, y accesible mediante una escala de cuerda (frecuentemente ligeras hithlain) que la atravesaba por su parte central. Algunos flets eran sencillos, sin muros ni otra superestructura aparte de una ligera pantalla textil para frenar el viento. Otros eran más complejos, con edificios completos sobre la plataforma, como el palacio de Galadriel y Celeborn en la ciudad de Caras Galadhon, formada por una compleja red de flets sobre los mellyrn del bosque de Lothlórien.

## Nombres y etimología
Flet (plural flets) es un antiguo vocablo inglés que significa ‘suelo’. En el complejo esquema lingüístico creado por Tolkien para representar las diversas lenguas de la Tierra Media, este vocablo sería oestron, la lengua común representada por el inglés. El equivalente quenya sería talan (plural telain), que también significa ‘suelo’ en esa lengua élfica construida por el autor. Antes de que la publicación de «Las etimologías» de Tolkien en El camino perdido y otros escritos dejara claro el asunto, Robert Foster adjudicó a la palabra talan una etimología sindarin y el significado de ‘plano’.

## Historia ficticia

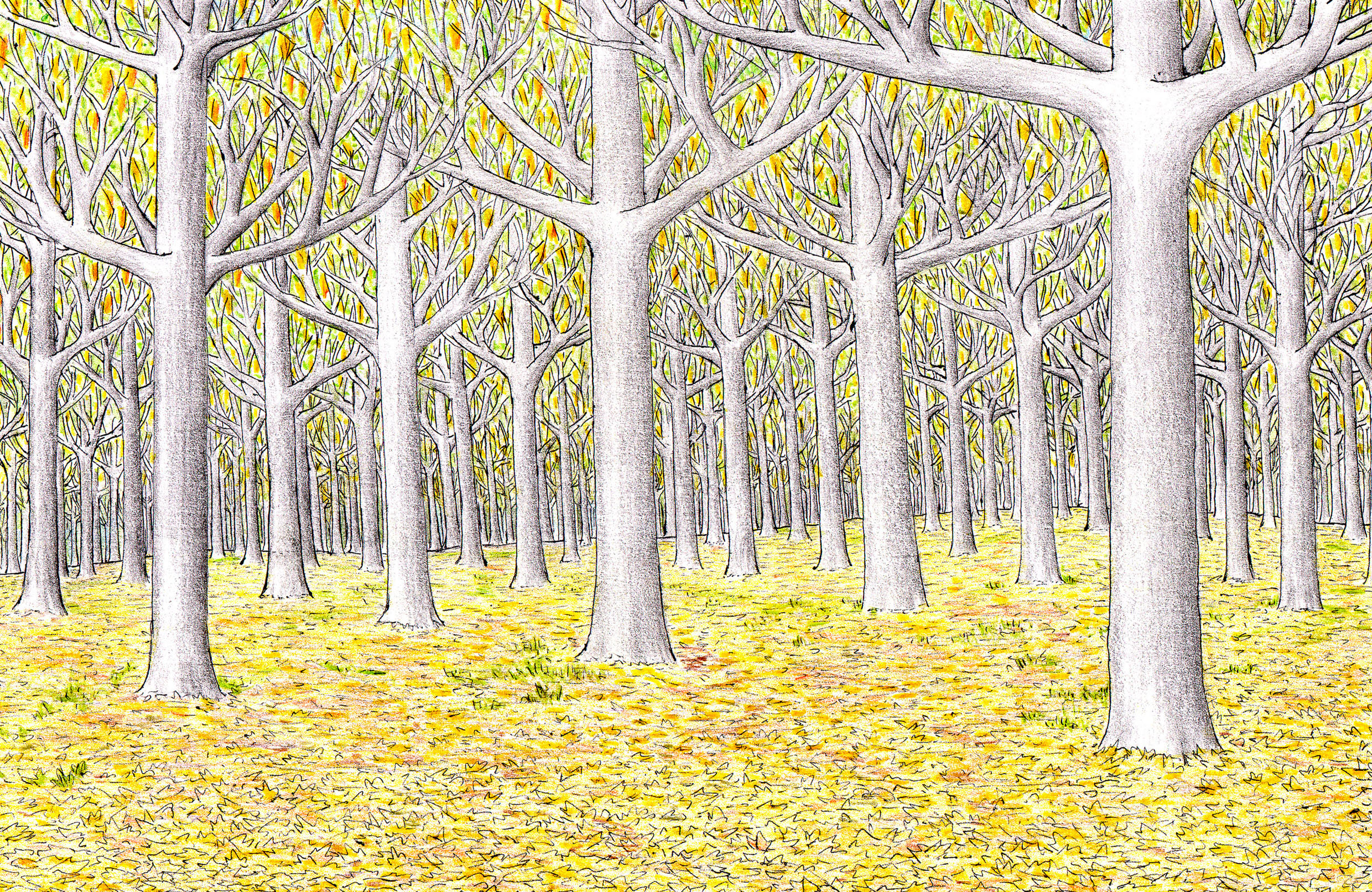
Los altos mellyrn de Lothlórien.

La vida sobre los árboles no era una costumbre general de los elfos. En Lothlórien empezaron a construir flets por la escasez de materiales duraderos de construcción en su hábitat boscoso (la piedra debía ser traída flotando por el Celebrant) y porque la seguridad de vivir en las alturas les resultaba deseable por la cercanía del amenazante Dol Guldur. Aunque los flets empezaron sólo como refugios y puestos de vigilancia, pronto se convirtieron en los hogares permanentes de los elfos, que por vivir sobre los árboles se dieron en llamar los galadhrim, que significa ‘pueblo de los árboles’.
Tolkien no explica con certeza cómo se originó la costumbre de vivir sobre los grandes mellyrn: pudo ser una idea del rey Amroth, que construyó una casa en los árboles de Cerin Amroth, pero él pudo haberla tomado de su amante Nimrodel, de la que se dice que vivía en los árboles cercanos a la corriente a la que dio nombre. El flet de Amroth era el más alto de Lothlórien y lo usó para vigilar desde él Dol Guldur, al otro lado del Anduin. De hecho, el propio nombre «Amroth» podría ser una consecuencia de la vida en flets, pues significaría ‘el que trepa a lo alto’.
Siglos más tarde, cuando la Compañía llegó a Lothlórien huyendo de los orcos de Moria en enero del 3019 T. E., pasaron su primera noche prisioneros de Haldir y otros vigías en un sencillo flet usado como puesto de guardia del límite norte del bosque. Al día siguiente fueron conducidos a Cerin Amroth, donde Frodo y Sam treparon al flet blanco que ocupaba el lugar en el que una vez había estado el del rey Amroth. Entonces la Compañía fue llevada a Caras Galadhon, ‘la ciudad de los árboles’, donde, en un gran salón oval construido sobre un enorme flet sustentado alrededor del tronco de un gigantesco mallorn, conocieron a los reyes, Galadriel y Celeborn.

## Representación en las adaptaciones
Las plataformas arbóreas de los telain se representan tal cual en El Señor de los Anillos: la Comunidad del Anillo, aunque en esa película no se ven ni las pantallas de tela ni las escalas de cuerda. Sin embargo, el encuentro de la Compañía con Galadriel y Celeborn se produce en un gran flet abierto, y no en una sala oval cubierta sobre uno de ellos, tal y como se describe en la novela.